# Lo scarabeo nel formicaio
Lo scarabeo nel formicaio (titolo originale in russo Жук в муравейнике?, 'Žuk v muravejnike',) è un romanzo di fantascienza dei fratelli Strugackij pubblicato nel 1980, vincitore della prima edizione del Premio Aelita nel 1981.

## Storia editoriale
Il romanzo appartiene ad un continuum narrativo chiamato Universo di mezzogiorno e, contemporaneamente, fa parte di una trilogia dedicata al protagonista "Maksim Kammerer", preceduto da L'isola abitata (Obitaemyi ostrov, 1968) e seguito da Passi nel tempo (Volny gasjat veter, 1986).
Il romanzo è stato pubblicato in tre puntate tra il dicembre 1979 e il febbraio 1980 sulla rivista Znanie sila. Nel 1981 ha vinto il Premio Aelita. L'opera prende in prestito i ritmi narrativi della letteratura poliziesca ed è influenzata dei dubbi e dalle incertezze che hanno caratterizzato gli anni 1980; il finale aperto ne è la sintesi.
La prima edizione in italiano dell'opera è del 1988, pubblicata nel libro omnibus Lo scarabeo nel formicaio comprendente, oltre all'omonimo romanzo, anche Tentativo di fuga.

## Trama
(Arkadij e Boris Strugackij, Lo scarabeo nel formicaio)
Maksim Kammerer è un collaboratore del COMCON (Commissione di Controllo), un'organizzazione mondiale con il compito di vigilare che i progressi scientifici, accelerati dai molti contatti con le specie extraterrestri, non rechino danno all'Umanità. Uno dei dirigenti del COMCON, Rudolf Sikorski (chiamato "Sua Eccellenza"), assegna a Maksim il compito di rintracciare entro cinque giorni un uomo, Lev Abalkin, proveniente dal pianeta Sarakš che, giunto sulla Terra, aveva fatto perdere le sue tracce. L'urgenza e la mancanza di ulteriori informazioni sul motivo di tanta preoccupazione da parte del superiore, insospettisce Maksim che inizia le ricerche ricomponendo, attraverso la lettura di rapporti di lavoro compilati dal fuggitivo e della sua cartella personale, gli ultimi anni della sua vita e la sua rete di amicizie e conoscenze. Abalkin era diventato un progressore, ossia un facilitatore per l'evoluzione delle razze aliene e un garante per la sicurezza dell'Umanità nei rapporti con razze extraterrestri, contro la sua volontà: avrebbe preferito una diversa carriera sulla Terra come zoopsicologo ma era stato costretto dal COMCON a diventare progressore ed emigrare su lontani mondi. Maksim contatta l'insegnante di Abalkin, la sua migliore amica di scuola Maya Glumova, il suo medico personale, l'alieno cinomorfo Ščekn con il quale aveva partecipato all'esplorazione del pianeta morto "Speranza" i cui abitanti erano quasi tutti scomparsi, ad opera della misteriose razza dei "Nomadi dello Spazio".
Fingendosi un giornalista impegnato a redigere un libro su Abalkin e sulle sue scoperte sui Testoni, Maksim si adopera per intervistare tutti coloro i quali avevano avuto una parte importante nella vita del fuggitivo, scoprendo che molti di loro lo avevano incontrato di recente. Dalla lettura dei rapporti emerge che Abalkin è fuggito sull'orlo di un esaurimento nervoso dopo la morte del suo amico e supervisore Tristan, avvenuta sul pianeta Sarakš per motivi ignoti. Abalkin contatta il dirigente del COMCON Sikorski a un numero di telefono che solo Tristan conosceva. Sikorski tende ad Abalkin una trappola invitandolo al museo delle civiltà extraterrestri dove lavora la Glumova; al posto del fuggitivo si presenta l'anziano storico Isaak Bromberg, vecchio antagonista di Sikorski introdottosi nel museo per verificare su alcuni dei manufatti alieni conservati al museo, i cosiddetti "detonatori" la presenza di un particolare segno distintivo che li ricollegava ad Albakin. Bromberg era stato contattato da Albakin per avere informazioni sul suo passato e durante l'incontro, l'anziano aveva notato un'analogia tra i segni sui detonatori e un neo sul braccio del fuggitivo. Dopo un rude confronto tra i due anziani, avvenuto alla presenza di Maksim, Sikorsky chiarisce il mistero su Abalkin.
Quaranta anni prima sul pianeta EN9173 era stata scoperta una struttura, una specie di enorme sarcofago, contenente 13 embrioni umani; successivi indagini avevano fatto risalire la costruzione a circa 40.000 anni prima, ad opera della razza aliena dei "Nomadi". Dopo la scoperta gli embrioni si erano sviluppati e da questi erano nati 13 bambini. La vicenda viene mantenuta segreta dal COMCON e, al suo interno due fazioni litigano per decidere se i cosiddetti "trovatelli" costituiscano un pericolo per l'Umanità o meno. Rudolf Sikorski ottiene che i bambini vengano tenuti costantemente sotto osservazione e che, mantenuti all'oscuro delle loro origini, per precauzione siano costretti a non fare più ritorno sulla Terra quando divenuti adulti. Nel sarcofago vengono anche trovati tredici dischi, ciascuno dei quali reca inciso un simbolo diverso; lo stesso marchio, anni dopo, comparirà sotto forma di neo sulle braccia dei trovatelli. La correlazione tra i dischi, denominati "detonatori" e il corrispondente trovatello appare evidente quando uno dei tredici dischi viene distrutto durante l'esperimento, causando la contemporanea morte di uno di loro e quando, al contrario, uno dei trovatelli si suicida, determinando la contemporanea scomparsa di uno dei dischi.
Sikorski ipotizza che Abalkin sia venuto a sapere delle sue origini da Tristan, suo amico e medico incaricato di tenerlo sotto costante osservazione. Sconvolto dalla verità Albakin avrebbe ucciso Tristan e sarebbe fuggito sulla Terra in cerca di una conferma sulla sua intrinseca umanità. L'uomo si introduce nella sede del COMCON per interrogare il responsabile del suo esilio, Sikorski, ma non ottenendo risposta ai suoi dubbi, fugge tentando di far perdere le sue tracce ma viene ucciso dallo stesso Sikorsky, timoroso che le origini aliene di Abalkin, in un futuro, possano rivelarsi un pericolo per la Terra.

## Personaggi
Maksim KammererEx progressore, è un collaboratore del COMCON cui viene assegnato il compito di ritrovare il fuggitivo Lev Abalkin.
Rudolf SikorskiChiamato "Sua Eccellenza" o anche con il suo vecchio nome in codice "Nomade", uno dei pochi a conoscenza dell'esistenza dei "trovatelli", si spende per anni per proteggere l'umanità dal possibile pericolo che questa misteriosa progenie potrebbe costituire per la Terra.
Lev Vjačeslavovič AbalkinQuarantenne progressore. Nato orfano con metodi artificiali, dopo che i suoi presunti genitori erano morti, si scoprirà essere di origini aliene, nato a seguito di un esperimento alieno che ha generato 13 embrioni, i cosiddetti "trovatelli".
ŠčeknL'alieno cinomorfo, appartenente alla razza senziente dei "Testoni" con poteri extrasensoriali empatici che gli fanno percepire le emozioni degli altri a grande distanza.
Kurt "Tristan" LoffenfeldMedico del COMCON, incaricato di effettuare controlli semestrali sull'amico Abalkin per rilevare eventuali mutamenti dei suoi comportamenti.
Sergej Pavlovič FedoseevCentenario ex insegnante di Abalkin.
Maja Tojvovna GlumovaAmica di Abalkin dal tempo della scuola; non ha contatti con lui da 25 anni. È ricercatrice al museo delle civiltà extraterrestri.
Jadwiga Michajlovna LekanovaPediatra di Abalkin ai tempi del collegio
Isaak BrombergAnziano storico le cui idee sulle origini di Abalkin sono in antitesi con quelle di visita di Sikorski. Oggetto di visita da parte di Abalkin, riconosce in lui uno dei tredici "trovatelli" riconoscendo sul suo braccio un tatuaggio distintivo di "trovatelli".

## Edizioni
- (RU) Arkadij Strugackij e Boris Strugackij, Žuk v muravejnike (1/3), in Znanie sila, n. 12, dicembre 1979.
- (RU) Arkadij Strugackij e Boris Strugackij, Žuk v muravejnike (2/3), in Znanie sila, n. 1, gennaio 1980.* (RU) Arkadij Strugackij e Boris Strugackij, Žuk v muravejnike (3/3), in Znanie sila, n. 2, febbraio 1980.
- Arkadij Strugackij e Boris Strugackij, Lo scarabeo nel formicaio, a cura di Clauda Scandura, collana Albatros, Editori riuniti, 1988,  p. 316, ISBN 88-359-3201-7.
- Arkadij e Boris Strugackij, Lo scarabeo nel formicaio, traduzione di Claudia Scandura, con uno scritto finale di Claudia Scandura, Carbonio Editore, Collana 'Cielo stellato', 2024, pp. 252, Isbn 9791280794161